# 1170 в Україні

## Події
- Мстислав Ізяславич вигнав Гліба Юрійовича з Києва, однак незабаром помер, і Гліб Юрійович повернувся на князівство.
- Галицьке повстання

## Особи

### Померли
- 28 січня Володимир Андрійович Дорогобузький.
- Єремія Прозорливий — преподобний києво-печерський, чернець Печерського монастиря.

## Засновані, зведені
- Белзьке князівство